# Scharten
Scharten är en ort och kommun  i Österrike. Den ligger i distriktet Eferding i förbundslandet Oberösterreich, 170 kilometer väster om huvudstaden Wien.
Kommunen består av 12 orter (Ortschaften) (inom parentes invånarantal 1 januari 2024):

- Aigen (106)
- Breitenaich (339)
- Finklham (365)
- Herrnholz (132)
- Kronberg (114)
- Leppersdorf (355)
- Oberndorf (39)
- Rexham (250)
- Roitham (168)
- Roithen (79)
- Scharten (380)
- Vitta (22)